# Valdalsbergens naturreservat

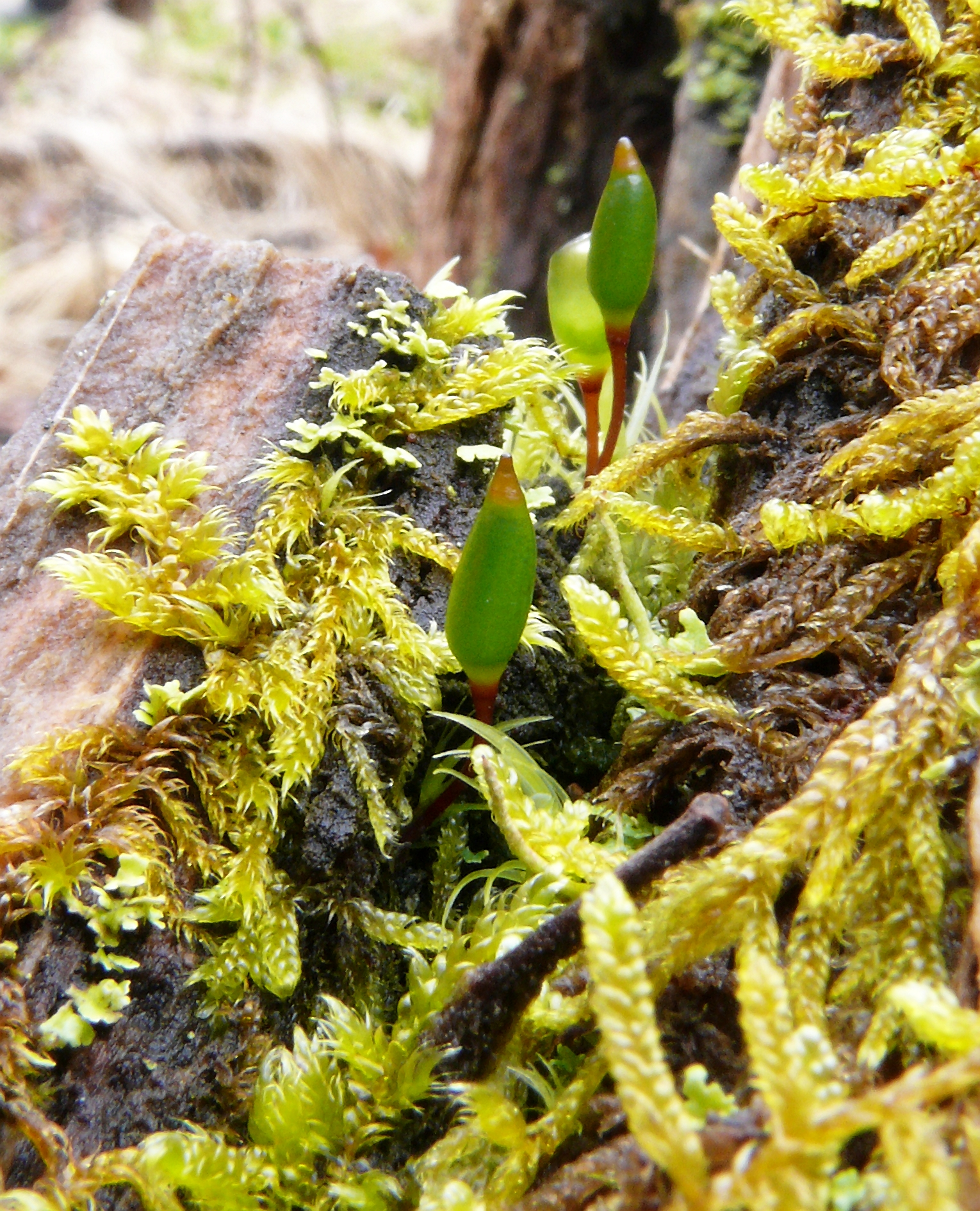
Grön sköldmossa

Valdalsbergen är ett naturreservat i Hjärtums socken i Lilla Edets kommun i Västra Götalands län.
Reservatet är skyddat sedan 2001 och omfattar 97 hektar. Det är beläget norr om Hjärtum och består av skogklädda branter. 
Skarpa dalgångar skär in i Väktorplatån, norr om Hjärtum. En av dessa kallas Valdalen och sträcker sig in till Valdalssjöns naturreservat. I framförallt dalens nordöstra del kantas sidan av skogklädda branter. Från småsjöarna uppe på platån söker sig bäckar i branta lopp ned till Valdalsbäcken. På platån består skogen mest av tall med hög ålder. 
Den intressanta floran knuten till Valdalens rikkärr och ängsgranskog har länge uppmärksammats. Under senare tid har dessutom områdets ekskogar visat sig hysa en artrik lavflora. Inom reservatet ligger sjön Korshällevattnet.
Tjugofem rödlistade arter är funna i reservatsområdet, kristall-lundlav, västlig njurlav, stubbtrådmossa, grynig lundlav, mussellav, vedtrappmossa, stor knopplav, grynlav, ekskinn, klosterlav, gytterporlav, gransotdyna, blylav, skirmossa, brödtaggsvamp, ädellav, dunmossa, granbräken, pulverädellav, skuggkvastmossa, skogssvingel, hållav, grön sköldmossa, nattskärra och nötkråka.
Området ingår i EU:s ekologiska nätverk av skyddade områden, Natura 2000. Det förvaltas av Västkuststiftelsen.